# Un marin d'eau douce
Pour plus de détails, voir Fiche technique et Distribution.
Un marin d'eau douce (I Wanna Be a Sailor) un film d'animation américain réalisé par Tex Avery, sorti en 1937. 
Produit par Leon Schlesinger Studios et distribué par Warner Bros., ce cartoon fait partie de la série Merrie Melodies.

## Synopsis
Peter, un jeune perroquet, est le fils d'un capitaine disparu. Son rêve est de devenir marin pirate comme son père, ce qui désole sa mère. Un jour, après une dispute, il quitte la maison familiale, se construit un bateau à partir d'un tonneau, et, accompagné d'un jeune canard qu'il vient de rencontrer, part en mer.

## Fiche technique
- Réalisation : Tex Avery
- Scénario : Tex Avery et Ben Hardaway
- Production : Leon Schlesinger Studios
- Musique originale : Carl W. Stalling
- Montage et technicien du son : Treg Brown (non crédité)
- Durée : 7 minutes
- Pays : États-Unis
- Langue : anglais
- Distribution : 1937 : Warner Bros. Pictures
- Format : 1,37 :1 Technicolor Mono
- Date de sortie : 
  - États-Unis : 25 septembre 1937

## Voix originales
- Elvia Allman : Mama (voix)
- Mel Blanc : Gabby Duckling (voix)
- Billy Bletcher : Papa Parrot (voix)
- Bernice Hansen : Patrick Parrot / Patricia Parrot (voix)
- Robert Winkler : Peter Parrot